# Trachyandra adamsonii
Trachyandra adamsonii là một loài thực vật có hoa trong họ Thích diệp thụ. Loài này được (Compton) Oberm. miêu tả khoa học đầu tiên năm 1962.